# Melchior (geslacht)

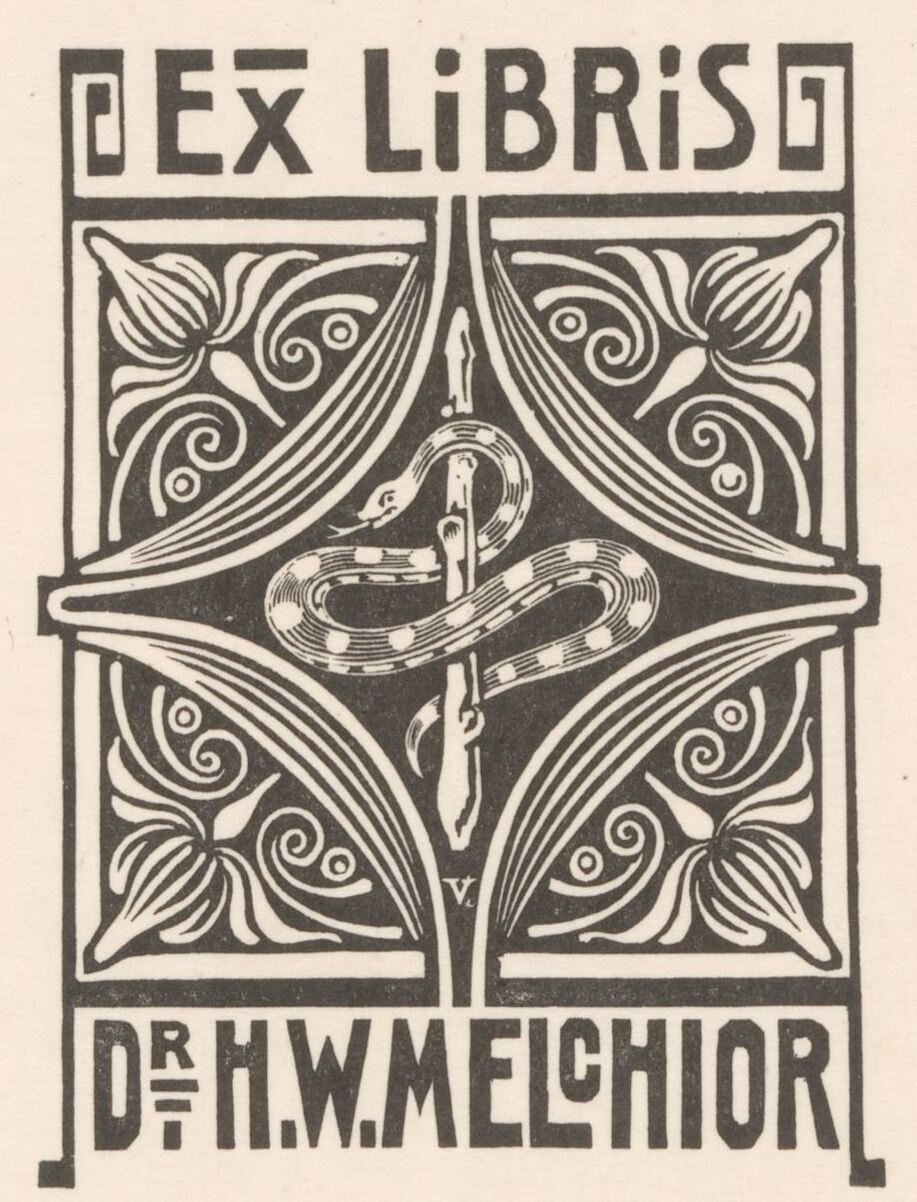
De ex libris van Dr. Hendrik Willem Melchior (1874–1927), met het familiewapen van het geslacht Melchior. Geïllustreerd door Elias Voet.

Melchior is een Nederlands geslacht dat veel artsen voortbracht en grotendeels woonachtig was in West-Friesland.

## Geschiedenis
De bewezen stamreeks begint met Adolf Melchior (1779-1857) en Cornelia Molendijk. De familie kan zijn oorsprong waarschijnlijk traceren tot de Keulense drukker Melchior Novesianus (1525-1551), die hetzelfde familiewapen voerde.

## Familiewapen
Het familiewapen van het geslacht Melchior is een pijl of caduceus met een kronkelende slang of zeewezen en de Latijnse spreuk Festina lente.

## Enkele telgen
- Frederik Melchers (1680-1708), organist te Moers.
  - Adolf Melchior (1707-1776), blok- en boommaker te Spaarndam, later te Aalsmeer.
    - Willem Melchior (1745-1778), blok- en boommaker te Spaarndam.
      - Adolf Melchior (1779-1857), rijksontvanger en schaatsblokken- en mastenmaker.
        - Willem Hendrik Melchior (1809-1887)
        - Dr. Hendrik Willem Melchior (1811-1903), arts in Winkel.
          - Adolf Cornelis Melchior (1838-1925), landbouwer te Twisk.
            - Albert Hendrik Melchior (1880-1902), landman te Twisk.

          - Willem Melchior (1839-1926), arts.
            - Dr. Hendrik Willem Melchior (1874–1927), arts en lid van de gemeenteraad van De Bilt voor de Vrijzinnig Democratische Bond (VDB).

        - Gerardus Adrianus Melchior (1814-1905), schaatsenmaker in Spaarndam.
          - Willem Melchior (1843-1910), schaatsblokkenmaker.
          - Pieter Egbertus Cornelis Melchior (1848-1927), schoolhoofd van een lagere school te Oudesluis.
            - Simon Willem Melchior (1881-1968), historicus, auteur, drukker en uitgever te Hoevelaken. Tevens eigenaar van Villa Weldam, het voormalige theehuis van de historische buitenplaats Hoevelaken.

        - Adriana Cornelia Melchior (1816-1903)
        - Frederik Adolf Melchior (1820-1909), arts.
          - Adolf Cornelis Melchior (1859-1933), arts te Schagen.
            - Dr. Adolf Melchior (1898-1962), vrouwenarts, illustrator en auteur te Haarlem. Vriend van Anton Pieck.
              - Adolf Melchior (1932-)
              - Frederik Melchior (1934-)
              - Maria Melchior (1937-)
              - Willem Melchior (1939-)

          - Willem Hendrik Melchior (1867-1947), houthandelaar in Hoorn (NH).
            - Louiza Frederika Melchior (1901-1988)
            - Jan Gesine Melchior (1904-1988)
            - Frederika Adolfina Melchior (1906-1988)

        - Magthilda Hendrica Melchior (1822-1822)
        - Adolf Cornelis Melchior (1823-1859)
        - Cornelia Machthilda Melchior (1824-1824)
        - Matthijs Nicolaas Melchior (1825-1895), arts in Koedijk.
          - Ir. Adolf Pieter Melchior (1854-1931), waterbouwkundig ingenieur te Loenen aan de Vecht, betrokken bij de aanleg van het Merwedekanaal en de burgerlijke openbare werken in Nederlands-Indië.
            - Matthijs Nicolaas Melchior (1884-1918), arts te Nieuwe Wetering.
            - Pieter Adolf Melchior (1890-1922), landbouwer te Barsingerhorn.
              - Hendrik George Melchior (1924-)
              - Ir. Jan Galtjes Melchior (1925-), vliegtuigbouwkundige.

        - Eduard Cornelis Melchior (1828-1828)
        - Cornelia Adolphine Melchior (1830-1912)